# Chemins de fer de l'État de Bade
Les chemins de fer de l'État du Grand-Duché de Bade (Großherzoglich Badische Staatseisenbahnen, BadStB) constituent un réseau d'environ 2 000 km de lignes de chemin de fer, initié en 1840, situé au sein du grand-duché de Bade. Ce réseau fut intégré en 1920 au Deutsche Reichsbahn.